# Slovenska republiška liga 1981-1982
La Slovenska republiška nogometna liga 1981./82. (it. "Campionato calcistico della Repubblica di Slovenia 1981-82") fu la trentaquattresima edizione del campionato della Repubblica Socialista di Slovenia. Era uno dei gironi delle Republičke lige 1981-1982, terzo livello della piramide calcistica jugoslava.
Il campionato venne vinto dal Maribor, al suo terzo titolo nella slovenia repubblicana (su tre partecipazioni).

Questo successo diede ai viola la promozione diretta in Druga Liga 1982-1983.
Il capocannoniere del torneo fu Bojan Prašnikar, dello Šmartno, con 21 reti.

## Squadre partecipanti
| Squadra    | Città           | Stagione 1980-81 | Stagione 1980-81   |
| Squadra    | Città           | Pos.             | Divisione          |
| ---------- | --------------- | ---------------- | ------------------ |
| Maribor    | Maribor         | 9°               | Druga liga Ovest   |
| Šmartno    | Šmartno ob Paki | 1°               | Slovenska liga     |
| Slovan     | Lubiana         | 2º               | Slovenska liga     |
| Mura       | Murska Sobota   | 3º               | Slovenska liga     |
| Železničar | Maribor         | 4º               | Slovenska liga     |
| Lendava    | Lendava         | 5º               | Slovenska liga     |
| Rudar      | Trbovlje        | 6º               | Slovenska liga     |
| Izola      | Isola d'Istria  | 7°               | Slovenska liga     |
| Triglav    | Kranj           | 8°               | Slovenska liga     |
| Koper      | Capodistria     | 9°               | Slovenska liga     |
| Ilirija    | Lubiana         | 10°              | Slovenska liga     |
| Primorje   | Aidussina       | 1°               | Območna liga Ovest |
| Stol       | Kamnik          | 2º               | Območna liga Ovest |
| Ptuj       | Ptuj            | 1°               | Območna liga Est   |

## Classifica
|                      | Pos. | Squadra            | Pt | G  | V  | N  | P  | GF | GS | DR  |
| -------------------- | ---- | ------------------ | -- | -- | -- | -- | -- | -- | -- | --- |
|                      | 1.   | Maribor            | 42 | 26 | 18 | 6  | 2  | 52 | 13 | +39 |
|                      | 2.   | Izola              | 36 | 26 | 13 | 10 | 3  | 40 | 22 | +18 |
|                      | 3.   | Mura               | 34 | 26 | 12 | 10 | 4  | 50 | 30 | +20 |
|                      | 4.   | Slovan Lubiana     | 32 | 26 | 10 | 12 | 4  | 39 | 22 | +17 |
|                      | 5.   | Šmartno ob Paki    | 31 | 26 | 12 | 7  | 7  | 63 | 35 | +28 |
|                      | 6.   | Triglav            | 25 | 26 | 7  | 11 | 8  | 38 | 44 | −6  |
|                      | 7.   | Železničar Maribor | 24 | 26 | 7  | 10 | 9  | 31 | 36 | −6  |
|                      | 8.   | Stol Kamnik        | 24 | 26 | 8  | 8  | 10 | 41 | 53 | −12 |
|                      | 9.   | Rudar Trbovlje     | 22 | 26 | 6  | 10 | 10 | 32 | 38 | −6  |
|                      | 10.  | Lendava            | 22 | 26 | 7  | 8  | 11 | 34 | 41 | −7  |
|                      | 11.  | Koper              | 20 | 26 | 4  | 12 | 10 | 28 | 33 | −5  |
|                      | 12.  | Primorje           | 20 | 26 | 5  | 10 | 11 | 40 | 62 | −22 |
|                      | 13.  | Ilirija            | 17 | 26 | 3  | 11 | 12 | 22 | 40 | −18 |
|                      | 14.  | Ptuj               | 15 | 26 | 6  | 3  | 17 | 37 | 67 | −30 |
| Fonte: sportsport.ba |      |                    |    |    |    |    |    |    |    |     |

Legenda:
      Promosso in Druga Liga 1982-1983.
      Retrocesso nella divisione inferiore.
Note:
Due punti a vittoria, uno a pareggio, zero a sconfitta.

## Divisione inferiore
| Girone                                                                  | Vincitore       | 2º posto       | 3º posto   |
| ----------------------------------------------------------------------- | --------------- | -------------- | ---------- |
| Območna liga Ovest                                                      | Tabor Sežana    | Litija         | Vozila     |
| Območna liga Est                                                        | Kovinar Maribor | Kladivar Celje | Proletarec |
| In grassetto le squadre promosse in Slovenska republiška liga 1982-1983 |                 |                |            |